# 小福斯尼亞
51°16′1″N 28°50′33″E / 51.26694°N 28.84250°E
小福斯尼亞（烏克蘭語：Мала Фосня），是烏克蘭北部的村莊，隸屬日托米爾州的科羅斯滕區。該村始建於1699年，面積0.96平方公里，海拔高度143米，2001年人口236，人口密度每平方公里244.81人。